# Serie 597 de Renfe
Los trenes de la serie 597 (9700 según la antigua numeración de Renfe), más conocidos como trenes TER (Tren Español Rápido), fueron unos automotores diésel que comenzaron a funcionar en 1965, y concluyeron su vida útil a mediados de los años 1990.

## Antecedentes
Tras la Segunda Guerra Mundial, los automotores comienzan a implantarse masivamente en España, ya que los progresos técnicos permiten construir vehículos con materiales más ligeros y más sólidos. En los años cincuenta, para hacer frente al aumento del tráfico de viajeros y a la necesaria sustitución de una parte del parque heredado de las antiguas compañías, RENFE realizó el pedido de nuevos automotores a Fiat, empresa con alta experiencia en el sector. Así, en 1952 llega el TAF (Tren Automotor Fiat). Tras los buenos resultados del TAF, una década más tarde la RENFE lanza un nuevo concurso para la construcción de los futuros trenes TAR (Tren Automotor Rápido, como se denominó a los TER en origen), que nuevamente se adjudica Fiat en 1962.

## Características
La unidad básica está constituida por un coche motor y de un remolque con cabina, si bien el tren está diseñado para que circulen dos unidades simples acopladas (cuatro coches en total), dotándose para ello de una puerta de intercomunicación en uno de los extremos. El coche motor se compone de segunda clase y un furgón; el motor y la transmisión se colocan bajo el piso, siendo el bogie de la parte trasera (junto al remolque) el que hace la tracción. El coche remolque se dota de primera clase y cafetería, situándose el grupo electrógeno que suministra corriente y aire acondicionado, bajo el piso.
La numeración original era serie 9701 a 9760, adoptándose posteriormente a la numeración internacional como 597.001 a 597.060. La última cifra es la centena de la potencia de utilización del motor del vehículo (775 CV).

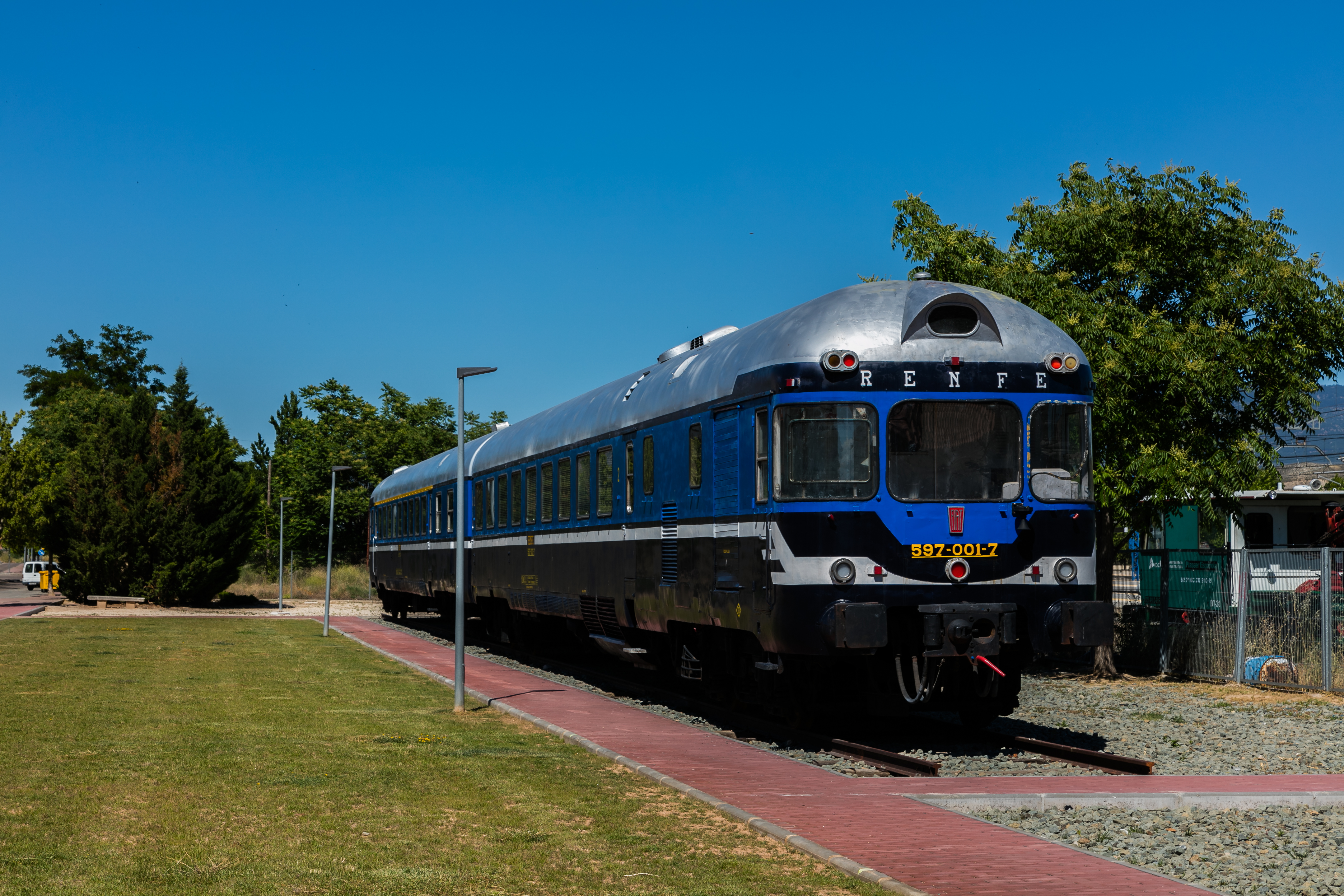
Ferrocarril museo, modelo Fiat TER 9701 en Calatayud.

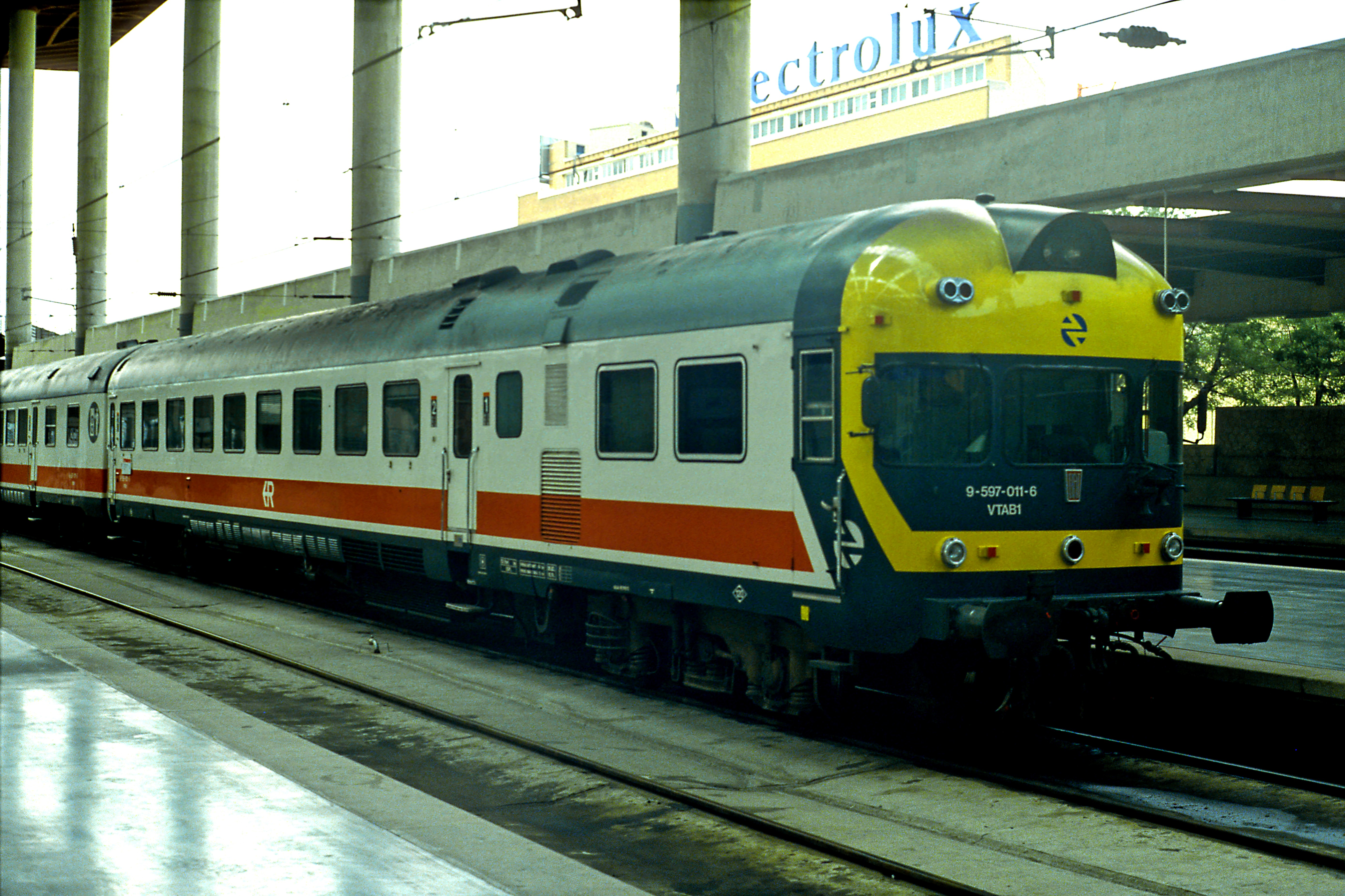
UT597. Última librea en servicio de Regionales

Detalle de las entregas:
| N° Renfe    | N° UIC 1971           | Constructor | Año  |
| 9701 a 9704 | 597-001-7 a 597-004-1 | FIAT        | 1964 |
| 9705 a 9716 | 597-005-8 a 597-016-5 | FIAT        | 1965 |
| 9717 a 9730 | 597-017-3 a 597-030-6 | CAF         | 1965 |
| 9731 a 9760 | 597-031-4 a 597-060-3 | CAF         | 1966 |

## Servicio comercial
El 20 de octubre de 1964, se organiza un tren especial con el nuevo material entre Atocha y Alcalá de Henares, para las autoridades y la prensa, y durante las semanas sucesivas se procede a realizar distintas pruebas.
El servicio comercial comienza el 10 de enero de 1965 en el trayecto Madrid - Gijón vía Ávila. El TAR comienza a realizar también los trayectos Barcelona - Bilbao, Madrid - Barcelona, Madrid - Badajoz vía Ciudad Real o a Logroño y Pamplona. Se los puede ver también haciendo servicios transversales como la Ruta de la Plata Gijón - Sevilla, y también el Valencia - Granada, Barcelona - Salamanca, Valencia - Irún/Bilbao, La Coruña - Hendaya o Portbou - Alicante.
De denominarse TAR, pasan a ser bautizados rápidamente como TER, es decir, Tren Español Rápido. En su puesta en servicio, el TER reemplaza al TAF de los servicios más nobles, pasando éste a realizar servicios secundarios o de carácter Regional. A partir de 1972, los TER ven la llegada del nuevos "electrotrenes" de la serie 432, que comienzan por eliminarlos de los servicios por líneas electrificadas como Madrid - Gijón. Los TER se encargan también de algunos servicios internacionales, como el Madrid - Lisboa, entre 1967 y 1989, en que es reemplazado por un Talgo III.
A partir de 1985, los 597 reciben nuevos frenos de disco; en los años ochenta, los parabrisas se reducen de tamaño. Otras modificaciones que se les realiza es el pintado de una banda amarilla sobre las ventanas de primera clase, y en el ocaso de su vida útil, algunas unidades reciben el esquema de pintura anaranjado y blanco de la Unidad de Negocio de Regionales. A principios de los años noventa, RENFE les aplica también la nueva matriculación: VTBD1 para los motrices, VSAR1 para los remolques.
El último trayecto efectuado por un TER tuvo lugar el 16 de enero de 1995, entre las localidades de Madrid y Cuenca, con el 597-052, haciendo el Regional Río Huécar. Poco después, otras unidades se venden a Argentina; el resto se desguazan en Arrigorriaga, excepto tres, que se conservan en la actualidad.
En 1997, llegaron los nuevos sucesores automotores de Renfe 594 TRD son muy similares a los TER

## Serie 597 en el exterior
Una vez apartados del servicio regular en España, algunas formaciones se vendieron usadas a Argentina. Es el caso del Tren Patagónico, que pasó a contar para su servicio de Bariloche a Ingeniero Jacobacci, con una formación de la serie 597.

## Unidades preservadas

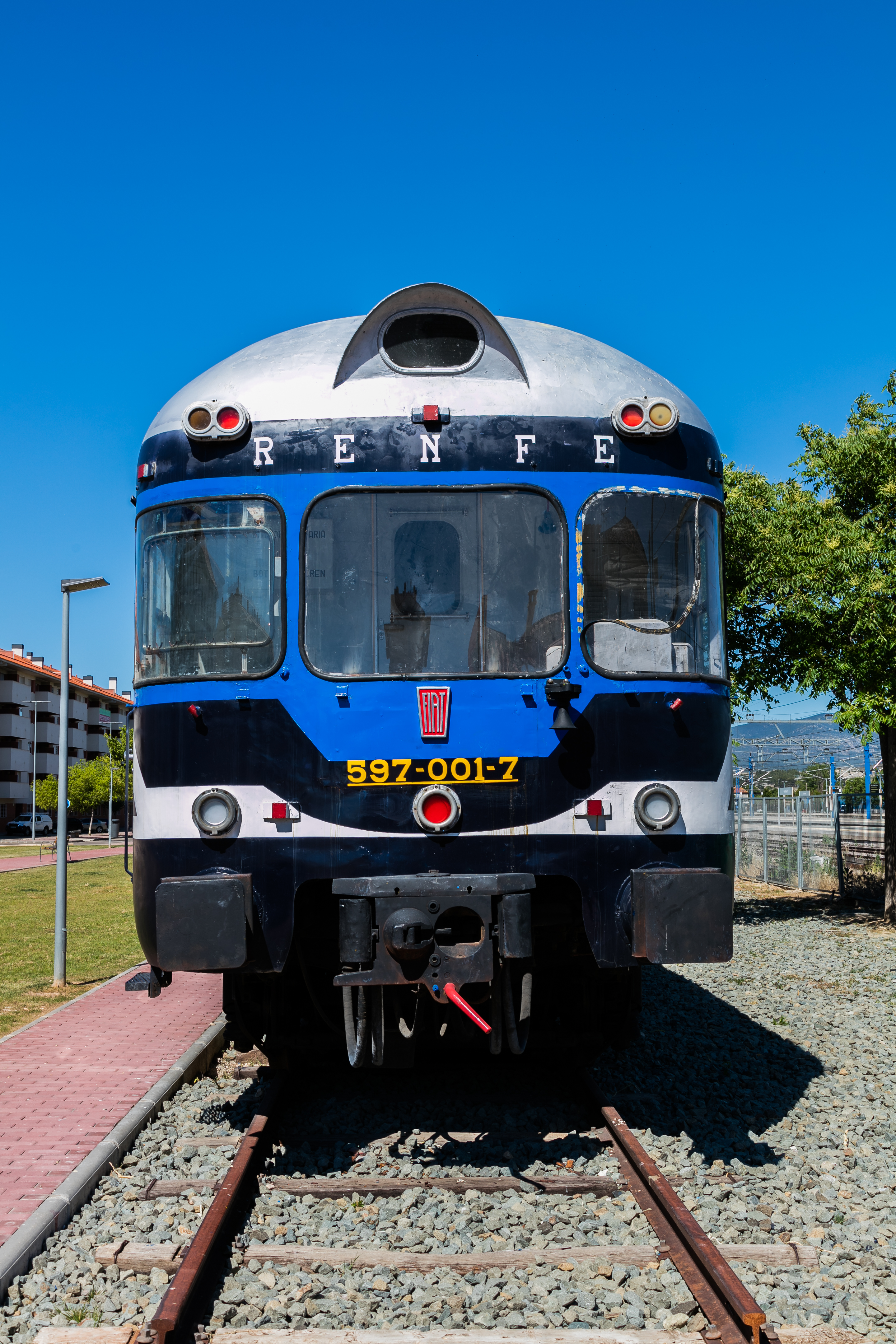
Vista frontal del modelo en Calatayud.

La Asociación Bilbilitana de Amigos del Ferrocarril resolvió el contrato de cesión con la Fundación de los Ferrocarriles Españoles pasando su cesión a manos del Ayuntamiento de Calatayud quien conserva el 9701 (597.001) en Calatayud, habiendo sido pintado exteriormente en 2015.[cita requerida]
La Asociación Vallisoletana de Amigos del Ferrocarril (ASVAFER) conservaba el 9710 (597.010) hasta que en noviembre de 2012 se resolvió el contrato de cesión y se realizó en 2013 un convenio con GALSINMA y la FFE para la creación de un tren turístico, es posible que de no haberse cedido hubiera sido desguazado en 2014 junto con muchas unidades de tren que había junto a él en el TCR. Actualmente esta unidad se encuentra en el Museo del Ferrocarril de Madrid, restaurada y lista para entrar en servicio.[cita requerida]
La Asociación de Amigos del Ferrocarril de Bilbao conservaba el 9736 (597.036) en estado de origen (aunque muy deteriorado por el óxido y robos de material), y con él se realizaron viajes ocasionales, el más destacado entre Bilbao y Lisboa, este automotor fue devuelto a la FFE cuando se barajó su candidatura para realizar el tren turístico, aunque finalmente fue elegido el de Valladolid, en 2015 sufrió un devastador incendio y únicamente se ha recuperado una cabina.[cita requerida]
El 9703 se encuentra en el parque Carril de las Medranas en estado casi de chatarra en San Pedro de Alcántara Málaga, su futuro iba a ser su restauración y poder ser convertido en un restaurante.[cita requerida]